# Lumbungsari
Lumbungsari is een bestuurslaag in het regentschap Ciamis van de provincie West-Java, Indonesië. Lumbungsari telt 5009 inwoners (volkstelling 2010).